# 高野斗志美
高野斗志美（たかの としみ、男性、1929年7月7日 - 2002年7月9日）は、日本の文芸評論家、旭川大学名誉教授、新日本文学会会員。

## 来歴
北海道鷹栖村（現鷹栖町）生まれ。旧制富良野中学校、旧制弘前高校、東北大学文学部哲学科卒、同大学院文学研究科修士課程修了。
旭川北高等学校ほか北海道立高校教員（地方公務員）を務める。1964年にサルトル論で第4回新日本文学賞。北海道士別高等学校教諭だった1966年、旭川ベ平連代表となる。1971年旭川大学経済学部助教授、1974年旭川大学経済学部教授。1980年～1982年旭川大学学長代行、1985年～1988年旭川大学学長。三浦綾子と親交が深く、三浦作品の13編に解説を寄せるなど三浦文学の研究者。1998年3月、三浦綾子記念文学館の初代館長就任。1999年旭川市文化賞受賞。安部公房、倉橋由美子なども多く論じた。旭川文学学校を創始し、井上光晴とともに文学伝習所を開いた。

## 著書
- 安部公房論
- 井上光晴論
- 倉橋由美子論  サンリオ選書、1976年7月
- 評伝　三浦綾子―ある魂の軌跡